# Lysipomia montioides
Lysipomia montioides är en klockväxtart som beskrevs av Carl Sigismund Kunth. Lysipomia montioides ingår i släktet Lysipomia och familjen klockväxter. Inga underarter finns listade i Catalogue of Life.